# Et in Arcadia ego
Et in Arcadia ego ist eine lateinische Phrase. Ihre Bedeutung ist umstritten. Die sprachlich näherliegende Übersetzung „Auch ich (bin) in Arkadien“ wurde im Verlauf der Rezeptionsgeschichte mehr und mehr verdrängt durch die Fassung „Auch ich (war) in Arkadien“.

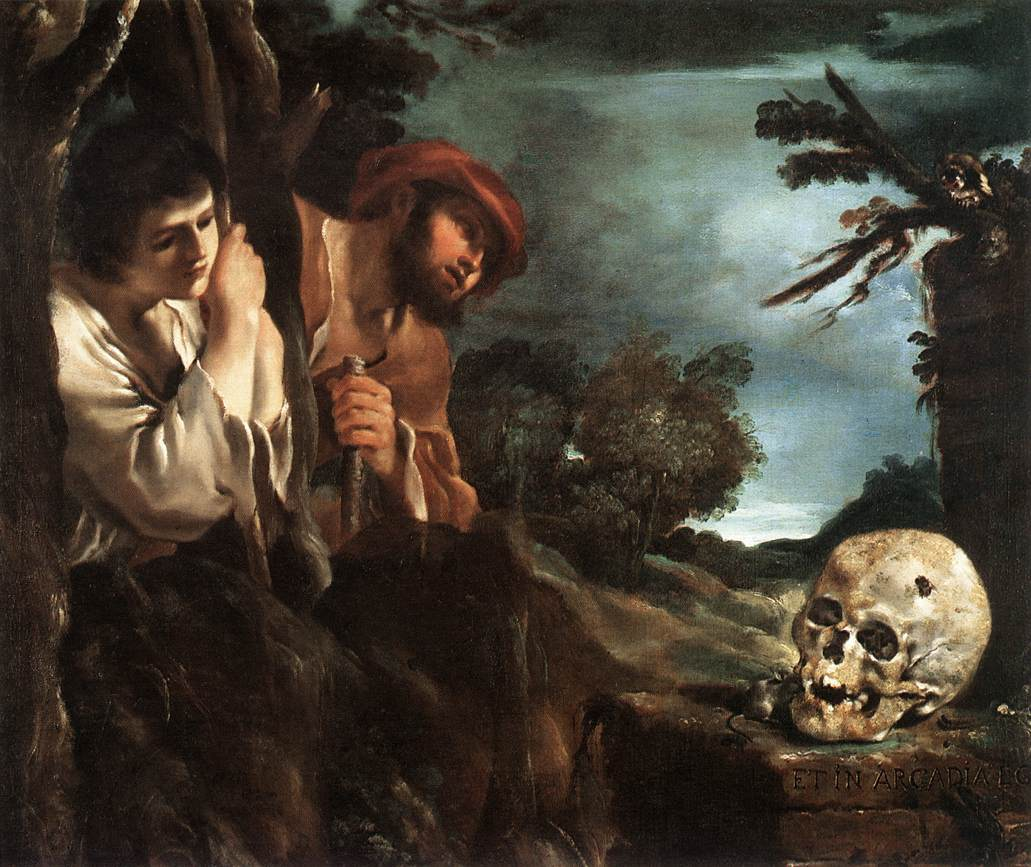
Giovanni Francesco Barbieri, Et in Arcadia ego (1616–1620)

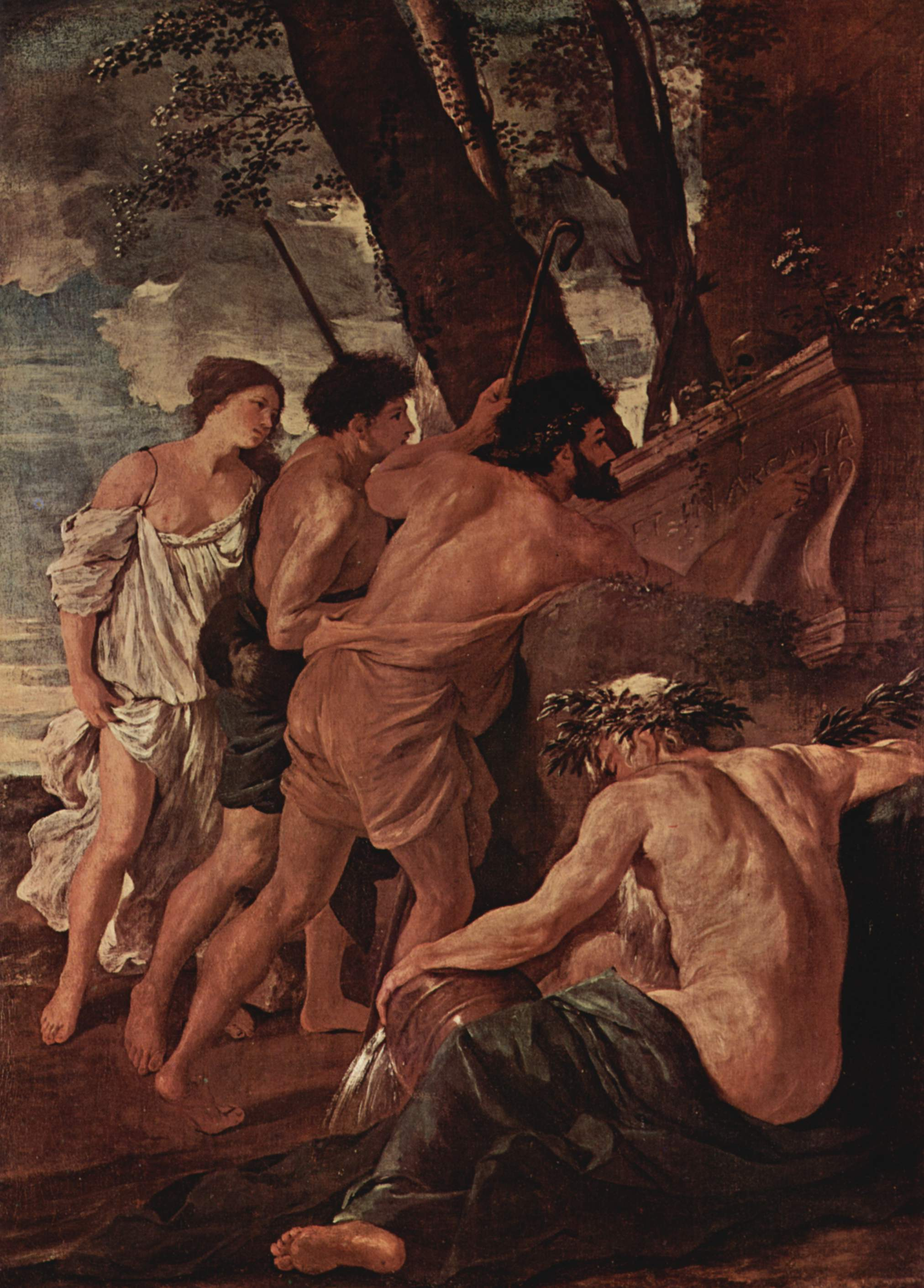
Die arkadischen Hirten, 1. Fassung, Devonshire Collection, Chatsworth, um 1630

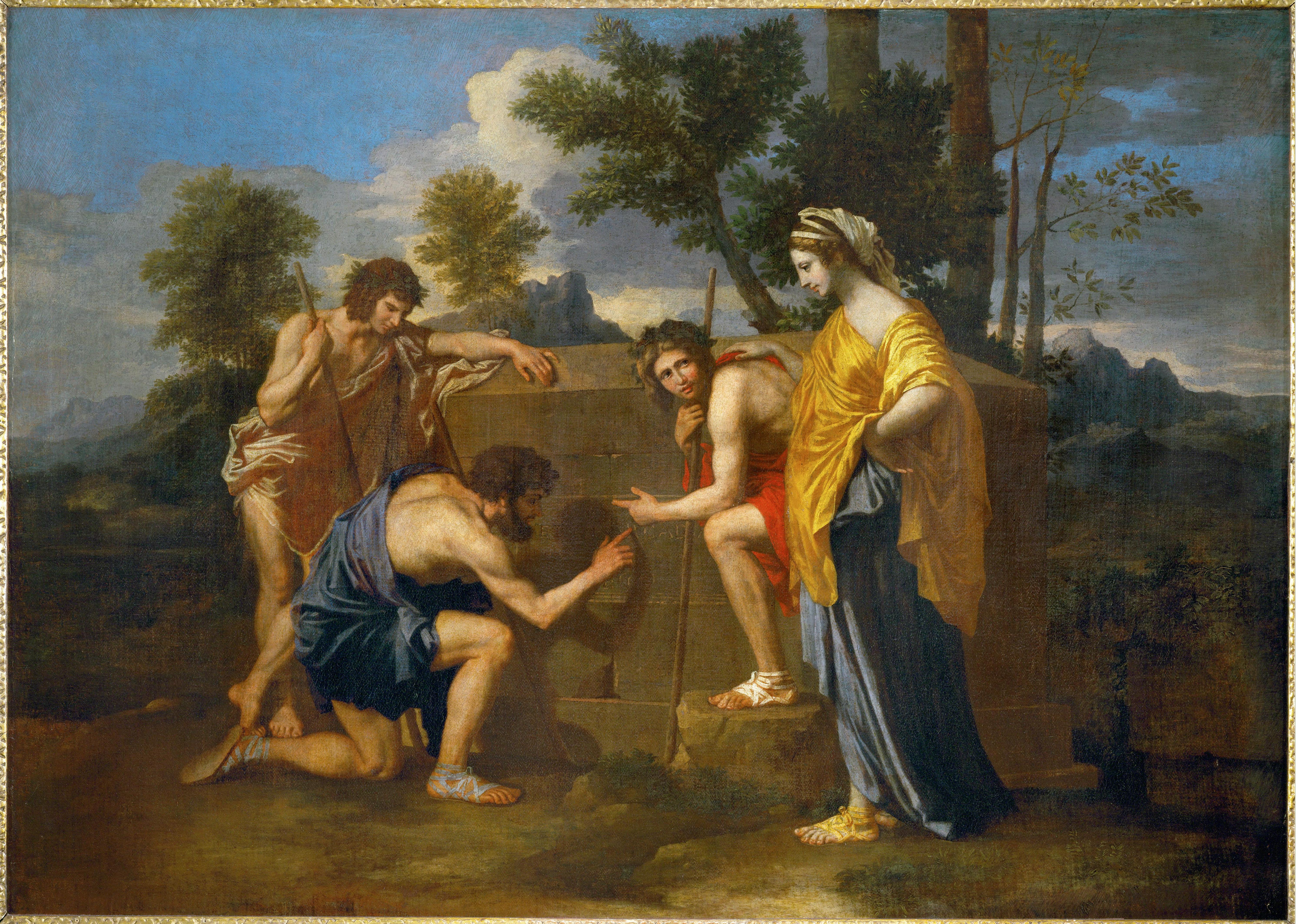
Nicolas Poussin, Die arkadischen Hirten 2. Fassung, (1638–1640)

Die Phrase findet sich zum ersten Mal in dem gleichnamigen Gemälde des italienischen Barockmalers Giovanni Francesco Barbieri, gen. Guercino. Dort steht sie auf einem Mauerstück geschrieben, auf dem ein Totenkopf liegt. Die Komposition ist gleichsam ein Stillleben mit den Hirten als Betrachter im Bild. Durch die zugrunde liegende ikonographische Tradition ist der Totenkopf als symbolische Repräsentation des Todes definiert. Die Worte sind somit ein Ausspruch des Todes („mich gibt es auch in Arkadien“) und von der Art des Memento Mori („Bedenke, dass du sterben musst“): sie mahnen die beiden Hirtenjungen inmitten dieses Idylls an den Tod, der eben auch Arkadien nicht verschont.
In zwei Gemälden mit dem Namen Die Hirten von Arkadien hat der französische Barockmaler Nicolas Poussin das Thema aufgegriffen, aber durch Eingriffe in die Komposition wesentlich weiter entwickelt. Die auffälligste Veränderung Poussins ist, dass das Mauerstück durch einen Sarkophag ersetzt ist. Die Deutung beider Gemälde, besonders des zweiten, ist umstritten. Manche Interpreten nehmen an, dass bei Poussin nunmehr nicht der Tod, sondern der Tote als Sprecher der Phrase zu denken sei und damit ein Bezugswechsel des et (auf ego statt auf Arcadia) einhergehe.

## Ursprung des Arkadienmotivs und des Grabmals in Arkadien
Bereits Platon und Pausanias erwähnen den mythischen Arkadierkönig Lykaon; laut Pausanias, VII opferte Lykaon auf dem Altar des Zeus ein Kind und besprengte den Altar mit dem Kinderblut, worauf ihn der Gott augenblicklich in einen Wolf verwandelte; laut Lykophron wurden sowohl Lykaon als auch seine 50 Söhne in Wölfe verwandelt; laut Hyginus verlangte Jupiter nur Lykaons Tochter Callisto, aber kein Menschenopfer, daher verwandelte er Lykaon in einen Wolf und erschlug dessen Söhne mit einem Blitz; laut Ovid (48–17 v. u. Z.) war es nur Lykaon, welcher dem Zeus das Fleisch eines Gefangenen, teils gekocht und teils geröstet, vorsetzte – Zeus ließ daraufhin das Dach seines Hauses einstürzen und verwandelte den fliehenden Lykaon in einen Wolf. Ovid (Metamorphosen, 1, 163 ff.) und Pausanias (Hellas, 8.2.1-6) beschrieben die Lykanthropie ausdrücklich als Strafe für Genuss von Menschenfleisch und stellten die damals in den Wäldern von Arkadien lebenden Lykanthropoi (wörtliche Übersetzung: „Wolfsmenschen“, die antike Umschreibung für das modernere Vampir-/Werwolfmotiv) als derart Verfluchte dar.

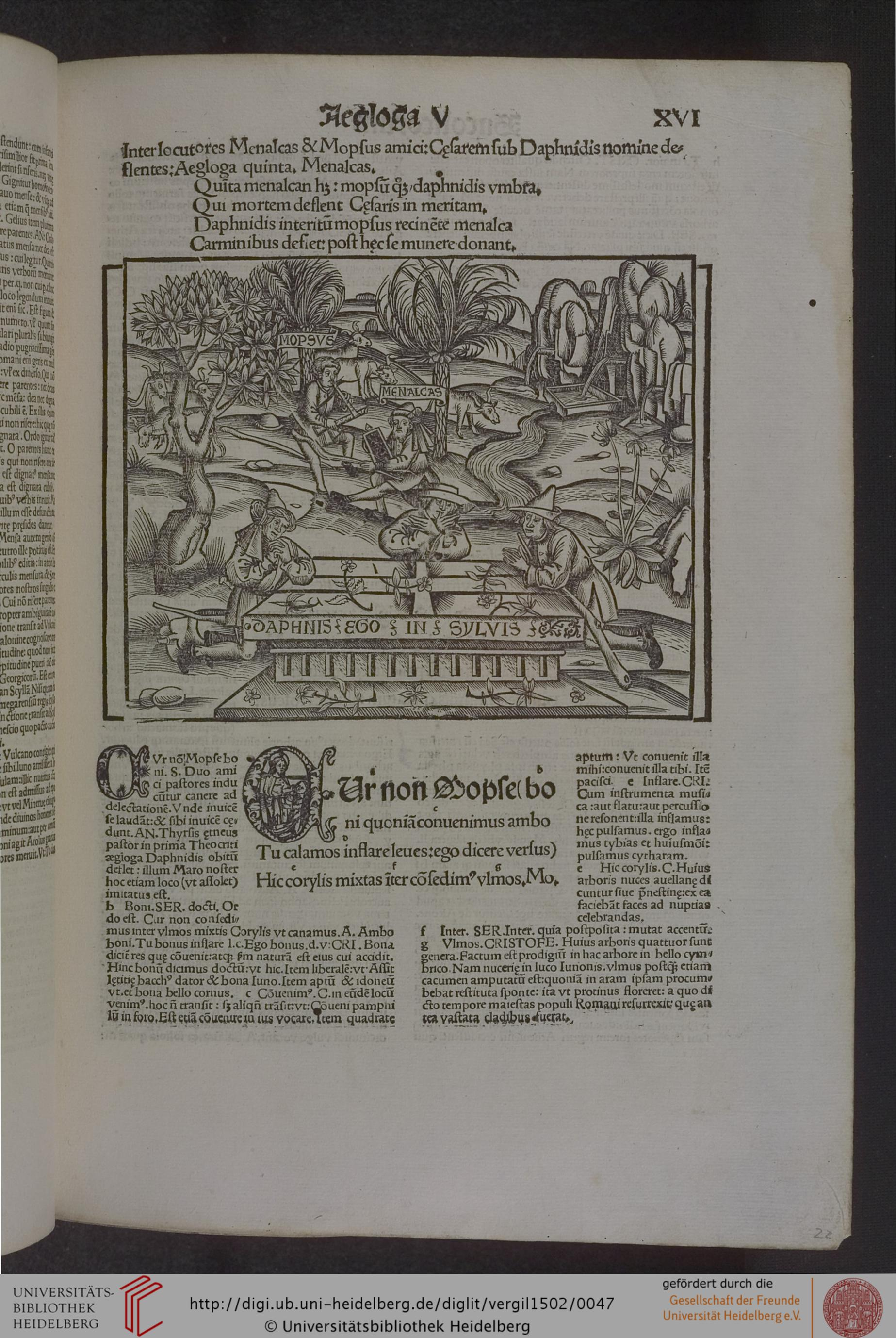
Daphnis ego in silvis, aus: Publij Virgilij Maronis Opera, hrsg. von Sebastian Brant, Straßburg, 1502

Die erste Erwähnung eines Grabmals mit einer Inschrift (hier für Daphnis) vor einem idyllischen Hintergrund findet sich in Vergils Eclogae (V, 42 ff.):
et tumulum facite, et tumulo superaddite carmen:
Daphnis ego in silvis, hinc usque ad sidera notus,
formosi pecoris custos, formosior ipse.
Vergil versetzte das von Theokritos in den sogenannten Eidyllia idealisierte sizilianische Bauerntum in die griechische Landschaft Arkadien. Arkadien ist für ihn das Land, in dem die Dichtung ihren Ursprung und ihre Heimat hat und die damit auch die imaginäre Heimat eines jeden Dichters ist. In der Renaissance wurde die Thematik wieder von Lorenzo de’ Medici aufgenommen. Der italienische Dichter Jacopo Sannazaro festigte 1504 in seiner bukolischen Dichtung Arcadia das Bild der Neuzeit von Arkadien als einem Idyll, auf das er mit Sehnsucht zurückblickt, ebenso der englische Schriftsteller Philip Sidney in der Romanze The Countess of Pembroke’s Arcadia.
Die griechische Landschaft Arkadien war so in der Renaissance und im Barock zum Symbol für das Goldene Zeitalter geworden, in dem die Menschen als glückliche Hirten lebten und sich im Einklang mit der Natur ganz der Muße, der Liebe, der Dichtung und Musik hingaben.

## Die Hirten von Arkadien
Der französische Maler Nicolas Poussin malte von 1630 bis 1640 zwei dem Bild Barbieris ähnliche Fassungen mit dem Titel Die Hirten von Arkadien. Die erste, die um 1630 entstand (Chatsworth, Devonshire Collection), zeigt zwei Hirten und eine Schäferin, die unerwartet auf die Inschrift an einem Sarkophag gestoßen sind, auf dem ein Totenschädel liegt. Sie wirken aufgewühlt und bestürzt. Im Vordergrund liegt ein Flussgott, wohl der Alpheios, der durch Arkadien fließt.
Anders ist die Stimmung im geometrisch aufgebauten und klassizistisch beruhigten zweiten Bild (Louvre, Paris), in dem sie elegisch und von barockem Lebensgefühl beseelt die Inschrift auf dem Sarkophag betrachten. Der schreckenerregende Totenkopf fehlt hier. Die Hirten kommunizieren mit einer prachtvoll gewandeten Frauenfigur.
Dieses wohl bekannteste Bild Poussins wird um 1640 datiert. Es entsteht zu einer Zeit, in der Rembrandt das psychologische Moment seiner Nachtwache, gekleidet in ein suggestives Chiaroscuro, entwirft, in der Velazquez die Individualität der königlichen Hofnarren aufzeigt, und es ist das Jahr, in dem Rubens stirbt, der mit seinem Werk die bislang größte Arbeit zur Erfassung von Dynamik und Raum geleistet hat.
Geht man davon aus, dass das Schwungvolle, das Sinnesfrohe und das Illusionistisch-Effektvolle die Hauptmerkmale der barocken Malerei sind, ist es schwer, dieses Bild oder überhaupt einen Großteil des Poussin’schen Werkes als „typisch barock“ einzustufen.
Doch andere Charakteristika lassen sich sehr wohl dem Barock zuordnen.
Zum einen wäre das Stilmittel des Kontrastes zu nennen. Durch die Gegenüberstellung der beleuchteten und mit reinen Farben versehenen Figuren im Vordergrund, die durch Beschäftigung mit ihrem Fund und seiner Inschrift determiniert sind, mit der sanften, mischtönigen und unspezifisch-idealisierten Landschaft, entsteht eine eigentümliche Spannung, so harmonisch das Bild auch im ersten Moment auf den Betrachter wirken mag.
Ein weiteres Element der Barockmalerei ist das Theatralisch-Pathetische. Die wie erstarrt wirkenden Personen mit ihren unnatürlich wirkenden Gesten erwecken, noch dazu in Anbetracht des bühnenartigen Szenarios, wie posierende Schauspieler, die dem Publikum die Situation so lange wie möglich vor Augen führen wollen.
Zudem wird im Zusammenhang mit der Barockmalerei häufig der Ausdruck „Phantasiekunst“ verwendet. Die Phantasie Poussins, die hier Aspekte des pastoralen Genrebildes mit der Anmutung eines mythischen Hintergrundes, eine erzählte Begebenheit mit philosophischen Erkenntnisprozessen verbindet, lebt sich hier auf subtile Art aus. Poussin, der sich wie viele andere Maler des Barock mit antiker Mythologie, Philosophie und Geschichte befasst, verbindet diese Interessen zu einem seiner Vorstellungskraft entsprechenden Ganzen.
Auch die Symbolträchtigkeit des Bildes weist Poussin als Barockmaler aus.
Zunächst ist natürlich die geheimnisvolle, in verschiedener Weise übersetzbare und interpretierbare Inschrift zu nennen, aber auch das einsame, vergessene Grab suggeriert bestimmte Inhalte.
Ein zweiter Aspekt ist Poussins besonderer Naturbegriff. Für ihn ist die Natur, die unberührt und idealisiert dargestellt ist, höchster Ausdruck für die Selbsterkenntnis des Menschen. Diese Auffassung kann wohl als spezifisch französische Komponente der Barockmalerei gelten, was auch in den Werken seines Zeitgenossen Claude Lorrain zu erkennen ist.

## Interpretationen
In dem Satz Et in Arcadia ego fehlt die Kopula, eine Form von esse (= sein), was im Lateinischen möglich ist, aber zu unterschiedlichen Interpretationen führt.
Die Wandlung des Motivs in der Literatur und Kunstgeschichte hatte auch eine Interpretationswandlung der Inschrift zur Folge. Et in Arcadia ego wurde nicht mehr auf den Tod, sondern auf den Verfasser der Inschrift bezogen; so trat an die Stelle von Selbst in Arkadien gibt es mich oder Auch in Arkadien bin ich die Deutung Auch ich war in Arkadien. Diese Übersetzung wird durch das zweite Bild Poussins nahegelegt, ist aber nur schwer mit der lateinischen Grammatik vereinbar, stellt jedoch (auch aufgrund des Bezuges zur V. Ekloge) das gängige Verständnis des Zitats dar. In dieser Interpretation erinnert das Epitaph daran, dass jeder Mensch in Arkadien geboren wird, so auch der in dem Grabmal auf Poussins Gemälde Bestattete.
Nach Interpretation von Brandt und Becht-Jördens/Wehmeier handelt es sich bei der weiblichen Figur rechts vorne um die Allegorie der Pictura (lat. = Malerei) bzw., so nunmehr 2006, um Daphne-Laura, d. h. den Ruhm der Malkunst, obwohl in Poussins Bild jegliches zur Ikonographie dieser Allegorie gehörende Attribut fehlt. Nach dieser These hätten die Hirten mit der Entdeckung des eigenen Bildes im Schattenriss zugleich das Grundprinzip der Malkunst, die Mimesis entdeckt. Das entspricht antiker Überlieferung bei Plinius, Naturalis historia, Buch 35, 16, 5. Der Sinn sei, dass auch die Malkunst, die bislang als Handwerk angesehen wurde und nicht unter den neun Musen vertreten ist, ihre Präsenz in Arkadien geltend mache und einen gleichrangigen Platz unter den Künsten beanspruche, d. h., das Bild wäre als Poussins Beitrag zur damals immer noch virulenten kunsttheoretischen Ut pictura poesis-Debatte zu verstehen. Die Umdeutung der lateinischen Inschrift („Auch ich war/bin in Arkadien“) ergebe sich aus der neuen Zuordnung der Aussage zu Pictura. Sie sei entgegen Panofskys Einschätzung grammatisch durchaus möglich und daher bereits von Poussin intendiert.
Becht-Jördens und Wehmeier übernehmen in ihrer psychoanalytischen Deutung des Bildes die weibliche Figur als Pictura, suchen jedoch nach einer Verbindung zwischen den beiden Themen Entdeckung der Sterblichkeit und Entdeckung der Malkunst, die, wie Brandts Beobachtungen gezeigt hätten, als Bestandteile der Komposition zu identifizieren seien und kaum ohne Poussins Absicht zusammengespannt sein könnten. Die Autoren finden diese zunächst auf der Ebene der Semantik der einzelnen Bildgegenstände in der Doppelbedeutung des Schattens. Als Umriss des lesenden Hirten sei er im Sinne der Mimesis (Ab-)Bild des Lebenden, also Pictura, als Schatten verweise er dagegen zugleich auf den Tod als dessen bevorstehendes individuelles, aber auch allen Menschen, den Betrachter eingeschlossen, gemeinsames Schicksal. Die Doppelbedeutung eines zentralen Bildgegenstandes verlange nach einer Entsprechung auf der Ebene der Gesamtaussage der Bildkomposition. Deshalb weisen die Autoren die rezeptionsgeschichtlich zwar so wirkmächtige Umdeutung des lateinischen Ausspruchs zu einer Selbstaussage des Toten zurück, da hierdurch die Verbindung der beiden genannten Themen gesprengt werde, was, zumal angesichts der grammatikalischen Härte, nicht mit den Intentionen des Künstlers übereinstimmen könne. Vielmehr beziehe sich Pictura auf die ursprüngliche Aussage des Todes (nicht, wie Brandt plausibel zu machen suche, des Toten) und begründe mit dieser ihr eigenes Amt: Weil der Tod selbst in Arkadien herrscht, seine Herrschaft also keine Grenzen kennt, herrscht auch die Malkunst dort und überall da, wo er am Werk ist. Denn er bzw. das Bewusstsein seiner unausweichlichen Realität sei es, weswegen der Mensch der Kunst und des Trostes bedürften, den sie aufgrund ihrer Befähigung zur Repräsentanz des Abwesenden gewährt. Sie gestatte so die imaginäre Begegnung mit anderen Menschen über räumliche und zeitliche Grenzen hinweg, und sie erlaube auch die kommunikative Auseinandersetzung mit dem leidvollen Thema der Sterblichkeit und selbst des eigenen Todes bei gleichzeitiger Wahrung der notwendigen Pathosregulierung. Sie mache die Sterblichkeit als gemeinsames Schicksal aller Menschen erfahrbar, dem diese aber nicht hilflos ausgeliefert seien. So setze sie erst den Menschen in den Stand, im Angesicht des Todes leben zu können, ohne in Panik oder Depression zu verfallen. Und dies sei der Grund, warum die Entdeckung der Sterblichkeit und der Malkunst in Poussins Komposition zusammenfielen und nach Arkadien verlegt seien. Die Malkunst sei die Antwort des Menschen auf die Entdeckung der Sterblichkeit, die es ihm ermögliche, auch unter der Herrschaft des Todes Leben und Autonomie zu behaupten, eine Aussage, die Poussin auch mit seinem Selbstporträt im Louvre formuliert habe.

## Als Motto oder Zitat

### 18. Jahrhundert
- Herder zitiert den Satz in seinen Ideen zur Philosophie der Geschichte (1784–91): „Auch ich war in Arkadien ist die Grabschrift aller Lebendigen in der sich immer wieder verwandelnden, wiedergebärenden Schöpfung.“[9]
- Schillers Gedicht Resignation, abgedruckt 1787 in Schillers Zeitschrift Thalia, beginnt mit den Worten: „Auch ich war in Arkadien geboren“.[10]
- Der italienische Landschaftsarchitekt Ercole Silva (1756–1840) veranlasste um 1800 die Eintragung der Inschrift ET IN ARCADIA EGO auf einen Sarkophag im Garten der Villa Ghirlanda Silva in Cinisello. Der Garten ist ein erstes Beispiel eines Englischen Gartens in Italien.
- Das Gedicht „An Herrn August Wilhelm Schlegel“ (1797) von Novalis beginnt mit der Zeile: „Auch ich bin in Arkadien geboren“[11]

### 19. Jahrhundert
- Auch ich war in Arkadien ist der Titel eines Kupferstichs von Carl Wilhelm Kolbe aus dem Jahr 1801. In einer üppig wuchernden tropischen Landschaft steht ein junges Liebespaar vor einem antiken Grabmonument mit der Inschrift ET IN ARCADIA EGO.
- „Auch ich in Arkadien!“ wurde von Johann Wolfgang von Goethe seiner Italienischen Reise (1813/17) als Motto gegeben, in der Ausgabe letzter Hand von 1829 aber wieder gestrichen. Goethe bezieht sich später in seiner Campagne in Frankreich nochmals auf dieses Motto, indem er es abgewandelt seinem Text voranstellt: „Auch ich in der Champagne!“[12]
- Der zweite Abschnitt von E.T.A. Hoffmanns Roman Lebens-Ansichten des Katers Murr (1819/21) ist überschrieben mit „Lebenserfahrungen des Jünglings“ und „Auch ich war in Arkadien“.
- Zwischen 1834 und 1838 schrieb Joseph von Eichendorff eine Erzählung mit dem Titel Auch ich war in Arkadien.[13]
- Walter Pater überschreibt das Kapitel über Winckelmann in seinem Buch The Renaissance: Studies in Art and Poetry (1837) mit dem abgewandelten Zitat „Et in Arcadia fui“.[14]
- Nietzsches Aphorismus Nr. 295 aus Menschliches, Allzumenschliches II. Ein Buch für freie Geister (1879) ist mit „Et in Arcadia Ego“ überschrieben.[15]
- Aubrey Beardsley zitierte 1896 den Satz auf einer der hintersten Seiten in der 8. und letzten Nummer seiner Zeitschrift The Savoy in Anspielung auf das Bild von Poussin. Die anschließende Seite enthält eine Zeichnung von ihm, die das Poussinsche Thema parodiert und einen Dandy in Betrachtung der Inschrift auf einem Grabmonument zeigt (siehe Abbildung).[16]
- „Als ich einst Prinz war in Arkadien“ ist der Titel eines Couplets aus der Oper Orpheus in der Unterwelt von Jacques Offenbach

### 20. Jahrhundert
- Et in Arcadia Fui ist der Titel eines Aquarells von 1907 des englischen Schriftstellers und Malers Maxwell Armfield (1881–1972), das sich im Chazen Museum of Art in Wisconsin, USA befindet.[17] Das Bild sollte zusammen mit einem Gedicht Armfields gedruckt werden, das mit der Zeile „Et ego in Arcadia“ beginnt.[18] Das Bild zeigt als Idylle einen nackten Jüngling, der auf einer Pinie an einem Hang über dem Mittelmeer ruht und Panflöte spielt, und spielt auf den homoerotischen Kontext des Gedichts an.
- Ein Abschnitt in Katherine Mansfields Tagebuch ist überschrieben mit „Et in Arcadia ego“ (um 1927).[19]
- William Faulkner variiert in seinem Roman The Sound and the Fury von 1929 den Satz als „Et ego in arcadia“.
- Et in Arcadia ego ist der Titel eines Buchs über eine Reise nach Griechenland des italienischen Autors Emilio Cecchi, das 1936 im Verlag Hoepli erschienen ist und das als deutsche Übersetzung um 1950 unter dem Titel Arkadien. Erlebtes Griechenland publiziert wurde.
- Evelyn Waugh überschrieb das erste Buch seines Romans Brideshead Revisited (1944) mit dem lateinischen Zitat.[20]
- 1952 erschien eine Erzählung von Ingeborg Bachmann mit dem Titel Auch ich habe in Arkadien gelebt.
- 1952 unternahm Wolf von Niebelschütz eine neuntägige Reise nach Italien, über die er zwei Jahre später einen Bericht verfasste, der 1987 postum unter dem Titel Auch ich in Arkadien. Respektlose Episteln an die Freunde veröffentlicht wurde.
- In seinem Roman Fahles Feuer (Pale Fire) von 1962 geht Vladimir Nabokov zweimal auf Poussins Arkadische Hirten und auf Panofskys Interpretation ein; zunächst mit „Even in Arcadia am I, says Death in the tombal sculpture“ und dann in den Anmerkungen des fiktiven Herausgebers, wo der Satz als „Even in Arcadia am I, says Dementia chained to her gray column“ variiert wird.[21]
- Et in Arcadia Ego ist der Titel eines Gedichts von W. H. Auden von 1965.[22]

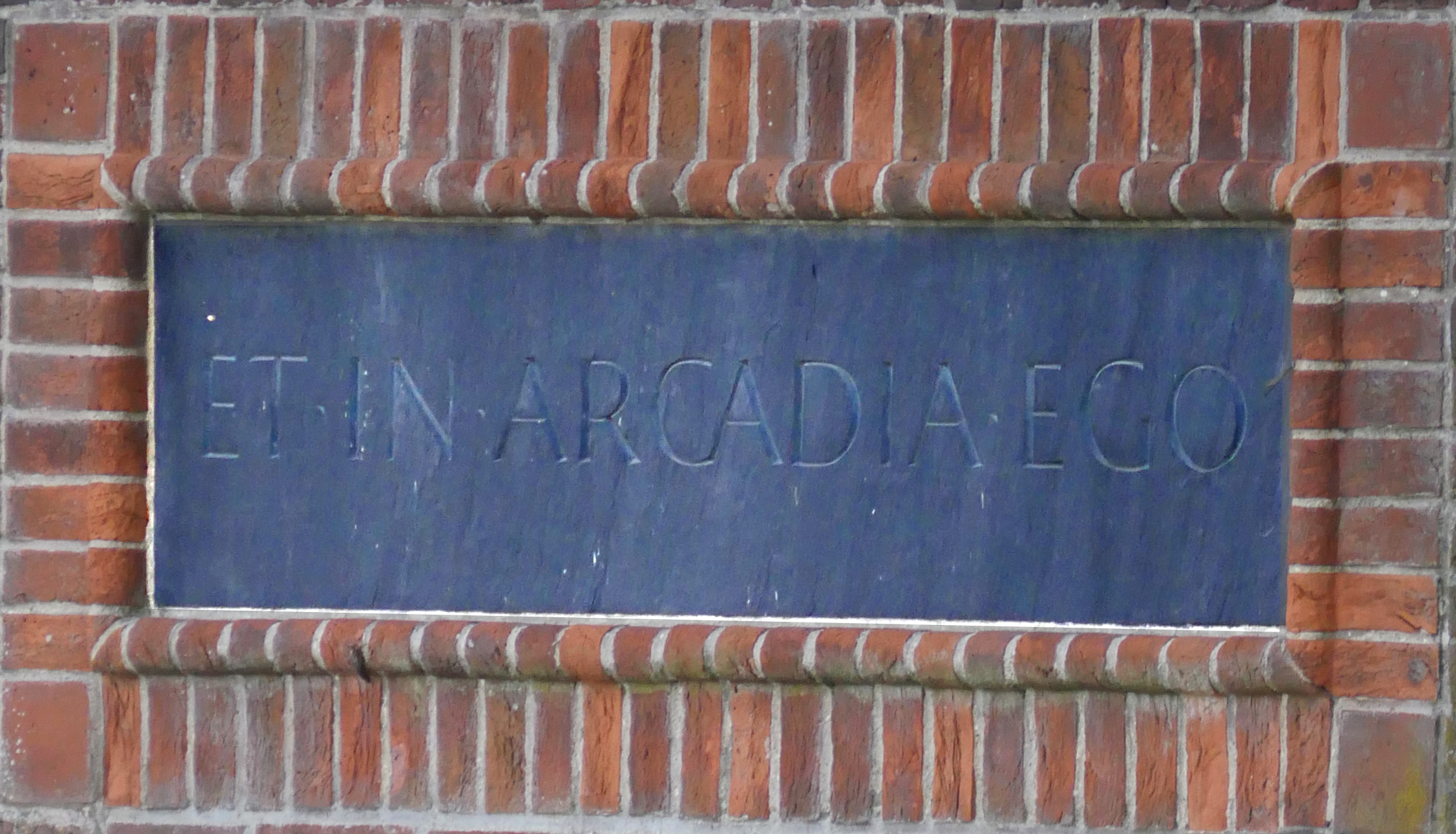
Hamilton Finlay: ET IN ARCADIA EGO, Hofvijver, den Haag

- Ian Hamilton Finlay hat sich in unterschiedlichen Arbeiten mit dem Satz auseinandergesetzt.
Ein Relief von 1976 zeigt in der Art eines barocken Emblems im oberen Teil einen Panzer vor einer bukolischen Baumgruppe, der untere Teil mit dem Epigramm lautet: „ET IN ARCADIA EGO. After Nicolas Poussin.“
Eine Inschriftentafel Hamilton Finlays mit dem Satz in Versalien (in klassischer Antiqua) ist in eine Ziegelwand am Hofvijver in Den Haag eingelassen.[23][24]
- „Et in Arcadia ego“ ist ein Kurzfilm von Clemens Klopfenstein aus dem Jahr 1989
- Im Film Go Trabi go (1991) spielt Wolfgang Stumph einen Deutschlehrer aus Bitterfeld (damals noch DDR), der mit Frau und Tochter in der Umbruchsituation 1990 nach Italien fährt, mehrfach an entsprechenden Stellen aus Goethes „Italienischer Reise“ zitiert und somit beim Anblick des Gardasees sagt: „Auch ich in Arkadien“.
- „Et in Arcadia Ego“ ist der Titel eines Ölgemäldes von Heinz Zander von 1991.
- „Et in Arcadia ego, Tagebuchblätter eines Ehrengastes“ ist der Titel eines Buchs mit Aquarellen, Zeichnungen und Texten von Eberhard Schlotter. (Darmstadt, Justus von Liebig-Verl. 1992.)
- Tom Stoppard nimmt in seinem Theaterstück Arcadia von 1993 mehrmals Bezug auf das lateinische Zitat. Eine der Personen des Stücks übersetzt Felibiens Interpretation, d. h. dessen französische Übersetzung des lateinischen Zitats in die englische Sprache: „The person buried in this tomb has lived in Arcadia“,[25] und es schließen sich Diskussionen der Beteiligten über eine alternative Auslegungen des Satzes an.[26] Die englische Übersetzung als „Here I am in Arcadia“ (Auch in Arkadien bin Ich [Der Tod]) gibt damit einen Ton des Stücks an, in dem zwei Personen auf tragische Weise ums Leben kommen.[27]
- Der Satz „Et In Arcadia Ego“ ist in dem Gewehr einer Person (Richter Holden) in Cormac McCarthys Erzählung Blood Meridian (1996) eingraviert und weist auf die Interpretation des Zitats als Memento Mori hin.
- Et in Arcadia Ego ist der Titel des 2. Streichquartetts von Moritz Eggert aus dem Jahr 1997.

### 21. Jahrhundert
- In der Comic-Serie Rex Mundi von Arvid Nelson und Juan Ferreyra ist im 2. Band von 2006 das Gemälde Poussins und die lateinische Inschrift ein Gegenstand des Plots und zugleich Überschrift eines Kapitels.[28]
- 2000: Et in Arcadio ego ist ein 16-mm Film von Kerstin Cmelka[29]
- 2008 gab die Kunsthalle Memmingen einen Katalog zu einer Ausstellung des Fotografen Wilhelm von Gloeden unter dem Titel Auch ich in Arkadien heraus.[30]
- 2010 komponierte Pier Damiano Peretti ein Stück für Orgel und Oboe mit dem Titel Et in Arcadia ego.[31]
- 2011 erschien Auch ich in Arkadien. Reiseroman über Italien des österreichischen Autors Bernhard Hüttenegger.
- 2015: Et in Arcadia Ego – Weltchaos und Idylle ist der Titel einer Ausstellung im Museum Kurhaus Kleve.
- 2014/2015: Et in Arcadia Ego ist der Titel einer Gruppenausstellung im Centro Culturale Man Ray in Cagliari.[32]
- 2015: Et in Arcadia ego ist der Titel des 9. Liedes des Albums Ewig der Band Letzte Instanz.
- 2017: Et in Arcadia ego ist der Titel eines Gedichtbandes der österreichischen Lyrikerin Alexandra Bernhardt.
- 2018: Et in Arcadia Ego ist eine musikalische Bearbeitung des Fauststoffes als Composition lyrique sur des œuvres de Jean-Philippe Rameau. Libretto Éric Reinhardt, Opéra comique Paris.[33]
- 2018: In Julia Whelans Debütroman My Oxford Year (deutscher Titel = Mein Jahr mit Dir) rufen es junge Studenten bei einem Streich.
- 2019/20: Et in Arcadia ego. Markus Lüpertz in Ottobeuren. Ausstellung, mit den beiden Werkreihen „Arkadien“ und „Arkadisches Manifest“.[34]
- 2020: Et in Arcadia Ego ist der Name der zweiteiligen Abschlussfolge der ersten Staffel der Serie Star Trek: Picard.
- 2020: Auch ich in Arkadien! Ausstellung der „Gruppe Aschafffenburger Künstler“, Kunsthalle Jesuitenkirche, Aschaffenburg[35]
- 2023: Markus Lüpertz. Et in Arcadia ego ist der Titel einer Ausstellung in der Galerie Michael Werner in New York[36]
- 2025: Even in Arcadia ist der Titel eines Albums der britischen Metalband Sleep Token.